# Anopheles arnoulti
Anopheles arnoulti este o specie de țânțari din genul Anopheles, descrisă de Alexis Grjebine în anul 1966.
Este endemică în Madagascar. Conform Catalogue of Life specia Anopheles arnoulti nu are subspecii cunoscute.